# Adriana Ferrari
Adriana Aparecida Ferrari (Capivari, 28 de outubro de 1971) é uma atriz e apresentadora de televisão brasileira.

## Biografia
Adriana nasceu no interior paulista, estudou contabilidade, mas logo descobriu sua paixão pelo teatro. Depois de trabalhar em algumas peças na sua região, apareceu na televisão como Garota do Fantástico no programa da Rede Globo, em 1994. Realizou ensaios para revistas masculinas Playboy em maio de 1995 e depois outras três vezes para Sexy. Em 1997, ela voltou aos palcos, com os espetáculos Oh! Calcutá! e Bananas de Pijamas. Já na televisão, fez participações em Quatro por Quatro e Engraçadinha, da Globo. Em 1999 entrou para o elenco do humorístico Escolinha do Barulho como a caipira Linda Rosa com o bordão "Isso é bom pra mais de metro". Em 2005 esteve em A Praça É Nossa Foi destaque da escola de samba X-9 Paulistana no carnaval.
Em 2004 apresentar o programa Brasil Travel News na TVB, afiliada ao SBT, inclusive recebendo premiações. Em 2010, atuou em sua 11ª peça, uma comédia com texto de Ronaldo Ciambroni e dirigida por Sandra Pêra. Adriana também alegra crianças carentes e enfermas com o grupo Anjos da Alegria. Em 2011, desfilou no carnaval pela Unidos do Peruche, em 2012 saiu pela Acadêmicos do Tatuapé.
Entre 2014 e 2015 apresentou uma série de tele-quizz por telefone exibidos na RedeTV!.

## Vida pessoal
Filha do funcionário público Hélio Ferraz e da dona de casa Clodenilza. É torcedora do Corinthians em São Paulo e do Flamengo no Rio de Janeiro.
Já namorou Pedro Palli Jr. e o ex-BBB Alex Vilanova.

## Filmografia

### Televisão
| Ano     | Título                                   | Personagem    | Notas                        |
| ------- | ---------------------------------------- | ------------- | ---------------------------- |
| 1994    | Fantástico                               | Bailarina     | Quadro: Garota do Fantástico |
| 1995    | Quatro por Quatro                        | Amante do Raí | Episódio: "18 de fevereiro"  |
| 1995    | Engraçadinha: Seus Amores e Seus Pecados | Prostituta    | Episódio: "25 de abril"      |
| 1999–01 | Escolinha do Barulho                     | Linda Rosa    |                              |
| 2002    | SPA TV Fantasia                          | Eliete        |                              |
| 2004–08 | Brasil Travel News                       | Apresentadora |                              |
| 2007    | Maria Esperança                          | Rafaela       | Episódios: "26–28 de março"  |
| 2014    | A Chance                                 | Apresentadora |                              |
| 2015    | Game Mania                               | Apresentadora |                              |
| 2015    | Qual é o Desafio?                        | Apresentadora |                              |
| 2015    | Qual é a Palavra?                        | Apresentadora |                              |

## Teatro
| Ano  | Título                              | Papel    |
| ---- | ----------------------------------- | -------- |
| 1997 | Oh! Calcutá!                        | Dadá     |
| 1997 | Bananas de Pijamas                  | Amy      |
| 2003 | Uma Noiva Para Dois                 | Cíntia   |
| 2004 | De Cara Com o Avesso                | Flor     |
| 2005 | As Mona Lisas                       | Luiza    |
| 2007 | Coração Safado                      | Odete    |
| 2010 | Acredite, um espírito baixou em mim | Normanda |